# Bognár Sándor (mezőgazdász)
Bognár Sándor (Budapest, 1921. január 25. – Budapest, 2011. március 30.) mezőgazdász, entomológus, az növénykárosító atkák (akarológia) jeles művelője, a magyar rovartan professzora és a magyar növényvédelem történetírója.

## Élete
A Józsefvárosi Bábaképző Intézet szülészetén, kilencedik gyermekként született, akikből csak ketten érték meg a felnőttkort: József bátyja, aki sorban a negyedikként született, és Sándor, a kilencedik. Szüleiket nagyon korán elveszítették, a 13 éves báty és a 4 éves Sándor gyámságát az orosz hadifogságból hazatért István apai nagybátyja vállalta, aki Gyöngyösön lakott, és a Sóház utcai elemi iskolában kezdhette el „tudományos” pályafutását. A polgári iskolát ugyancsak Gyöngyösön végezte, mellette a családi kis szőlőben, kertjében „munkás barátságot” kötött a növényekkel, de a ház körüli teendőkből is bőven kijutott neki, ezért eléggé változatos jegyekkel fejezte be a négyosztályos polgári iskolát.
Nevelőapja tanácsára a Római Katolikus Mezőgazdasági Középiskola tanulója lett, de másodikos korában újra árvaságra jutott: nevelőapjának megpróbáltatásokkal teli élete 50 éves koráig tartott. Sándor kiterjedt rokonsága hívő katolikus volt, így gyakran ministrált a gyöngyösi Nagytemplomban (Szent-Bertalan-templom), illetve jártak zarándoklatra, leggyakrabban Mátraverebély-Szentkútra Nagyboldogasszony (augusztus 15.) ünnepén.
István nagybátyja halála után a középiskolás fiúval keményen bánó gyámanyja, és egy félreértett helyzet miatt 1937-ben el kellett hagynia a várost, és testvérbátyja, István lett a gyámja. Budapesten a Fővárosi Mezőgazdasági Középiskolában folytathatta tanulmányait: ebben az időszakban az óbudai szalézi szerzetesek vezette Szent Alajos Árvaház lakója volt, és 1939-ben érettségizett. Egyetemi tanulmányai megkezdése előtt mint a gyermekotthon betegszobájának felelőse, torokgyíkban (diftéria) és skarlátban (vörheny) súlyosan megbetegedett, leromlott állapotából csodával határos módon gyógyult meg. Barátja, és innentől „ikertestvérének tekintett” Palojtay Béla kísérte haza, Dombóvárra.

## Munkássága
István bátyja és egyben gyámja íratta be 1939 őszén a Magyar Királyi József nádor Műszaki és Gazdaságtudományi Egyetem Mezőgazdasági Karára, itt szerzett diplomát 1944-ben. Mint egyetemi hallgató, gyakornokként az oktatásban is segédkezett. Szerény árvasági ellátmányát rendszeres munkával egészítette ki. Az egyetem kiváló tanáraira, akik között többen is az MTA rendes vagy levelező tagjai voltak (Doby Géza növény-biokémikus, agrokémikus (Bognár Sándor emberi és tanári példaképe) Teleki Pál földrajztudós, politikus, Zimmermann Ágoston állatorvos, anatómus, Szabó Zoltán botanikus, Surányi János a növénytermesztés nemzetközileg elismert tudósa, Kövessi Ferenc az erdészeti növénytan, növénykórtan, mikrobiológia, a filoxéra kutatója, Heller Farkas a közgazdaságtan tanára, Czettler Jenő a gazdaságtörténet és agrárpolitika professzora, rájuk Bognár Sándor mindig büszkén emlékezett.
Habár Teleki előadásait közvetlenül nem, ellenben volt tanszéki munkatársaitól hallgathatta, minthogy Teleki ekkor már másodszor volt (1939-től) Magyarország miniszterelnöke, 1941-es haláláig, amelynek közkeletű „öngyilkossági” feltételezését Bognár Sándor soha nem fogadta el, különös tekintettel Teleki mély istenhitére, továbbá Csapodi Csaba székfoglaló előadására, melyet a Szent István Akadémián tartott (2003), a „búcsúlevél” szövegkritikai elemzéséről. Ebben Csapodi megállapította, hogy annak stílusa, a papírra vetett mondatok Telekitől idegenek.
Bognár Sándor 1944 májusában vehette át okleveles mezőgazda] diplomáját, augusztusban pedig egy másikat, a SAS behívót. A Légvédelmi Osztályhoz sorozták be, s egységüket Székesfehérvár térségében küldték a frontra. A túlerőben lévő ellenség gyorsan szétverte őket, s rövid menekülés után december 24-én Zsámbék mellett fogságba esett. Az agyonlövetést bajtársi segítséggel megúszta: karpaszományát és első osztályú tűzkeresztjét leszaggatták, s a sorállomány közé keveredve nem végezték ki, mint előtte az ütegparancsnokát. Rövid, kényszermunkával élénkített hadifogság után márciusban megszökött, és Dombóvár érintésével, visszatért Budapestre az egyetem Növénytani Tanszékére.
Hamarosan újra megkapta katonai behívóját, de az egyetem kérésére októberben leszerelték, s hamarosan visszatérhetett a Növénytani Tanszékre, ahonnan Doby Géza és Surányi János professzorok támogatásával a Növénykórtani Tanszéken kapott tanársegédi kinevezést. Itt 1946-tól 1948 áprilisáig Husz Béla és Kadocsa Gyula professzorok tanársegéde volt, ahol kísérleteket végzett a kaliforniai pajzstetűvel(amely Magyarországon 1928-ban bukkant fel a Saághy István-féle Kámoni arborétumban, az almamoly, a gabonaüszög és a monília (Monilinia fructigena) biológiájának megismerésére és a leküzdésük érdekében.
1948-ban új szakasz kezdődött az életében: átkerült a Növényvédelmi Kutató Intézet Állattani Osztályára, amelyet Szelényi Gusztáv vezetett. Előbb az egyenesszárnyúak rendjével (Orthoptera) kezdett ismerkedni, és ehhez a gyümölcskártevők kutatása társult. Később a nyerges-fürkészek (Pimplinae) alcsaládja lett a csoportja, s a gyümölcsösök mellett kutatási területe a szántóföldi kultúrák fajaira is kiterjedt: a répaaknázó moly, a drótférgek és más kártevők életmódjának feltárására és az ellenük való védekezésre is. Ezekhez a területekhez csatlakozott a növénykárosító atkák kártevőcsoportja, amelyek hazai kutatásának meghatározó személyisége lett. Azt írja egy visszaemlékezésében, hogy az intézet hosszú távú szakmai élményeket, tudása elmélyülését s számos, az élete végéig tartó tisztes barátságot is adott.
Intézetbeli munkatársaira mindig szeretettel emlékezett, gyakran emlegette őket: pl. Nagy Barnabást, Reichart Gábort, Szalay-Marzsó Lászlót, Ubrizsy Gábort, Vörös Józsefet, és természetesen Guszti bácsit, Szelényi Gusztávot.
Szakmai pályafutása során 1958-ban és 1961-ben egyetemi doktori (dr. agr. és dr. hort.), 1960-ban sikerrel védte meg kandidátusi értekezését és elnyerte a mezőgazdasági tudományok kandidátusa, majd 1978-ban az MTA doktora fokozatot szerezte meg.
Bognár Sándort 1961-ben felkérték a Kertészeti és Szőlészeti Főiskola Rovartani Tanszéke vezetőjének, amit csak hosszas mérlegelés után vállalt el. Egyrészt nagyon jól érezte magát a Növényvédelmi Kutatóintézetben, másrészt vallásos világnézete miatt esetleges konfliktusoktól tartott. Egyben megbízták a Növénykórtani Tanszék irányításával is. A Kertészeti és Szőlészeti Főiskola (1953-tól ezen a néven működött 1967-ig), majd 1968-tól 5 éves képzési idejű egyetemi rangra emelkedett Kertészeti Egyetem néven.
Az addig különálló Rovartani és Növénykórtani Tanszékeket összevonták (1961) és létrehozták a Növényvédelmi Tanszéket, amelynek vezetésére dr. Bognár Sándor egyetemi docenst, majd 1965-től egyetemi tanárt bízták meg.
Oktatói tevékenysége során a Kertészeti Egyetemen olyan szakgárdát nevelt, amely komoly eredményeket könyvelhet el magának.
Közben 1947-ben megházasodott, felesége Kávay Regina Éva tanítónő. Házasságuk 60. évfordulóját 2007-ben ünnepelték. Két gyermekük született: Éva (1948) növényvédelmi szakmérnök, Péter (1954) az Országos Mentőszolgálat vezető mentőtisztje. Két unokájuk, Ágnes (1981) tanítónő és boldog édesanya, és az ifjabb Péter (1985) szintén az Országos Mentőszolgálat munkatársa.
„Földi életem első 20 évében nehéz próbatételeken vergődtem át de immár 63 éve boldog tisztes családi életet élhetek. Mindezt eléggé megköszönni nem lehet! Számtalanszor tapasztalhattam, hogy mindig azon az úton haladtam amelyet Teremtő Atyánk kijelölt a számomra. Így nem véletlen, hogy immár 90-i évem küszöbén boldog és elégedett embernek tartom magam. Csak hálát mondhatok mindenért – a jó és nehéz napokért is.” (Bognár Sándor in Bozsik, 2011)
Dr. Bognár Sándor nyugalomba vonulása után (1982. január 1.) utódja a Növényvédelmi Tanszék vezetője dr. Farkas Károly egyetemi docens, ill. egyetemi tanár lett.
Nyugdíjasként mind a hazai, mind a külföldi szakmai rendezvényeken jelen volt, előadásokat tartott, így az 1996-ban alapított Tiszántúli Növényvédelmi Fórum (TNF) éves rendezvényein is, Debrecenben (pl. 1997, 2001, 2004, 2005)  és sorra jelentek meg fajsúlyos tudományos és szakmatörténeti munkái, megemlékezései.

## Főbb írásai, könyvei
Az 1946-2011 közötti időszakban 25 könyv és könyvrészlet írásában vett részt, amelyekből csupán – általa is fontosnak tartott munkák – bibliográfiai adatait közli:
1. Bognár S. (1958): Ökológiai megfigyelések és védekezési kísérletek pattanóbogár-lárvákkal (Col. Elateridae) kapcsolatban. pp. 325–337. In: Isó I.: Kukoricatermesztési kísérletek 1953-1957. Akadémiai Kiadó, Budapest
2. Bognár S. (1962): A rizs állati kártevői. pp. 196–218. In: Kállay K.: Rizs. Mezőgazdasági Kiadó, Budapest
3. Bognár S. (1966): A szőlő károsítói: Állati kártevők. pp. 167–180. In: Hegedűs Á., Kozma P., Németh M.: A szőlő. Magyarország kultúrflórája 4. Akadémiai Kiadó, Budapest
4. Bognár S. (1969): A  zöldségfélék kártevői  –  Fontosabb dísz-,  gyógy-  és fűszernövényeink gyakoribb kártevői. 56 pp. In: Ubrizsy G. (szerk.) Növényvédelmi Enciklopédia II. kötet. Mezőgazdasági Kiadó, Budapest
5. Bognár S. – Huzián L. (1974): Növényvédelmi állattan. Egyetemi tankönyv. Mezőgazdasági Kiadó, Budapest. 395 o. +180 ábra. Társszerző: Huzián László, valamennyi ábrát Palojtay Béla készítette. Az ábrák mind szakmailag, mind esztétikailag kiemelkedő értékűek. 1975-ben Nívódíjat kapott.
6. Bognár S. – Huzián L. (1979): Növényvédelmi állattan. Egyetemi tankönyv. Második, átdolgozott, bővített kiadás. Mezőgazdasági Kiadó, Budapest. 622 o. bőséges irodalmi jegyzékkel és 200 ábrával. Valamennyi ábrát Palojtay Béla készítette. 1985-ben Nívódíjat kapott.
7. Bognár S. (szerk.) (1978): Kertészeti növényvédelem. Mezőgazdasági Kiadó, Budapest. 594 pp. A társszerzők száma 14. 1979-ben Nívódíjat kapott.
8. Bognár S. (1983): Kertészek növényvédelmi zsebkönyve. Mezőgazdasági Kiadó, Budapest. 622 o. Nívódíjat kapott 1984-ben.
9. Bognár S. – Gyuró F. – Zilai J. (1983, 1992): Kertészeti növények termesztése és növényvédelme I. Növényvédelmi szakközépiskolák tankönyve. Dinasztia Kiadó, Budapest. 368 o. ISBN 9637698809. Első és második (változatlan) kiadás. 1986-ban Nívódíjat kapott.
10. Bognár S. – Kristóf L.-né. – Zatykó F. (1983, 1992): Kertészeti növények termesztése és növényvédelme II. Növényvédelmi szakközépiskolák tankönyve. Mezőgazdasági Szaktudás Kiadó, Budapest. 308 o. ISBN 963-7862-43-9. Első és második (változatlan) kiadás. 1986-ban Nívódíjat kapott.
11. Bognár S. (1988): Ízeltlábúak–Arthropoda. Rákok. pp. 69–176. In: Jermy T. – Balázs K. (szerk.) Növényvédelmi állattan kézikönyve. 1. Akadémiai Kiadó, Budapest, 1988
12. Bognár S. (1994): A magyar növényvédelem története a legrégebbi időktől napjainkig (1030-1980). Business Asistance. Kisalföldi Vállalkozásfejlesztés Alapítvány kiadványa, Mosonmagyaróvár. 783 o.
13. Bognár S. et al. (1996): Atkák – Acariformes. pp. 13–109. In: Jermy T. – Balázs K. (szerk.): A növényvédelmi állattan kézikönyve 6. Pókszabásúak – Arachnoidea. Társszerzők: Jenser Gábor, Bozai József, Hetényi Ernő. Akadémiai Kiadó, Budapest

## További, jelentős munkái
14.  Bognár S. (1978): A Magyarországon károsító fontosabb fitofág atkák /Rendszertan, ökológia, Védekezés/. MTA doktori értekezés, Budapest
15.  Bognár S. (2006): Quo Vadis Növényvédelmi Akarológia. Sorozatcím: A Szent István Akadémia székfoglaló előadásai. Stirling J. OESSH  (szerk.). Új Évf. 5. sz.  Budapest, (Elhangzott a Szent István Társulat régi székházának dísztermében 2004. május 21-én.) Szent István Akadémia Kiadó, Budapest. 38 o. ISBN 9633618363 http://szit.katolikus.hu/feltoltes/Bognar%20Sandor.pdf
16.  Bognár S. (2011): A bábaképző szülészetétől az egyetemi katedráig. Szent István Társulat, az Apostoli Szentszék Könyvkiadója, Budapest. 105 o. 
Bognár Sándor publikációs „leltárában” 490-et meghaladó „tétel” szerepel, közöttük jegyzetek, tanulmánykötetek, értekezések, hazai és külföldi előadások, a Szent István Tudományos Akadémián (2004) megtartott székfoglaló előadás: Quo Vadis növényvédelmi akarológia? címmel, évfordulós emlékezések (50-et meghaladó), népszerű közlemények (70), riportok, rádió műsorok.
1995-ben, amikor „A magyar növényvédelem története…” könyvének tiszteletpéldányával felkereste dr. Gyulay Endrét, a Szeged-Csanádi egyházmegye püspökét, aki biztatta: „Remélem, hogy saját biográfiáját minél előbb megírja!” És Bognár Sándor utolsó munkája, az Önéletrajzi elbeszélések alcímet viselő könyve: „A Bábaképző Intézet szülészetétől az egyetemi katedráig” 2011-ben meg is jelenhetett a Szent István Társulat jóvoltából, Stirling János szerkesztő köszöntő szavaival.
“Milyen üzenetet küldhetne Bognár professzor úr a mának? Nagyon hasonlót, ahhoz, amilyet Huzián László[88] tanár úr is küldött élete példájával. Az értékrend és az ember hozzáállása a választott hivatásához, a tevékenységéhez és mindennapi élete során a világ dolgaihoz a legfontosabb! Tisztesség, becsület, szorgalmas, elmélyült, hatékony munka, amelyhez nem elegendő a tehetség, hanem gondos felkészülés, tanulmányok és gyakorlás szükséges. Ki tudja, hová lettek? … Az elégséges nem elégséges!” 

## Kitüntetései, elismerései
A Mezőgazdaság Kiváló dolgozója (1960 és 1971); MTA Jubileumi emlékérem (1970); Frivaldszky Imre emlékérem (ezüst fokozata: 1976; arany fokozata: 1980); Kertészeti Egyetem Jubileumi Emlékplakett (Alapítva: az egyetem első jogelőd intézménye megalapításának 125. évfordulója alkalmából, 1978-ban.) (1980); Munka Érdemrend arany fokozata (1981); Entz Ferenc-emlékérem (1982); Horváth Géza-emlékérem (1983); Akadémiai Díj (1995); Szelényi Gusztáv Emlékérem (1997); 65 éve végzett vasokleveles mezőgazdasági mérnök (2009); Szent István Tudományos Akadémia r. tagja (2002)

## Társasági tagságai
- 1948-tól a Magyar Rovartani Társaság tagja,
  - 1971-től három éven át elnöke,
  - 1997-től örökös választmányi tagja volt.
- Számos szakmai szervezetben (MTA Növényvédelmi Bizottság, Magyar Biológiai Társaság, Magyar Növényvédelmi Társaság, Magyar Növényvédő Mérnököki és Növényorvosi Kamara) alapító, illetve tiszteletbeli tagja, elnöke volt.